# Nilea roseanella
Nilea roseanella är en tvåvingeart som först beskrevs av Baranov 1936.  Nilea roseanella ingår i släktet Nilea och familjen parasitflugor. Inga underarter finns listade i Catalogue of Life.